# Kanaat Jerevan
Het kanaat Jerevan (Perzisch: ایروان, Armeens: Երեւանի խանություն) was een Perzische vazalstaat in het zuiden van de Kaukasus die bestond tussen 1747 en 1828, toen het werd afgestaan aan het Russische keizerrijk.

## Geschiedenis
Na de ondergang van de Perzische Safawiden-dynastie werd het gebied rond Jerevan in 1724 door de Ottomanen veroverd. In 1735 werd het gebied door Nadir Sjah, de stichter van de Perzische dynastie Afshariden heroverd. In 1745 probeerde de Ottomanen zonder resultaat het gebied te heroveren. Na de dood van Nadir Sjah in 1747 werd het gebied rond Jerevan tot een zelfstandig kanaat gevormd, hoewel het kanaat wel onder Perzische suzereiniteit bleef vallen.
In 1828 werd het kanaat tijdens de Russisch-Perzische Oorlog (1826–1828) door de Russen veroverd en door het Verdrag van Torkamanchai aan het keizerrijk Rusland afgestaan. De Russen deelden het gebied in bij de nieuw gevormde Armeense oblast.

## Demografie
De bevolking van het kanaat bestond uit voornamelijk uit Azerbeidzjanen, Turken, Koerden en Perzen. Armeniërs, die op dat moment minder dan 20% van de lokale bevolking vormden, waren de overgeblevenen van een groot aantal die tijdens de regeringsperiode van sjah Abbas I naar Iran werden gedeporteerd. Historici schatten het aantal gedeporteerden tussen de 250.000 tot 300.000 mensen.